# Mariona Ribas i Deu
Mariona Ribas i Deu (Sabadell, 18 de juny de 1984) és una actriu catalana. Ha desenvolupat una àmplia carrera a la televisió i el teatre. És especialment coneguda pel seu paper de Marta a la sèrie televisiva de Televisió de Catalunya El cor de la ciutat.
En una entrevista de 2022 va explicar que estava estudiant Psicologia, carrera que havia començat feia anys a la UOC durant una aturada professional.

## Carrera professional
| Data      | Obra                            | Personatge        | Direcció       | Notes                                 |
| --------- | ------------------------------- | ----------------- | -------------- | ------------------------------------- |
|           | El poema de Nadal               |                   | Esteve Polls   | Teatre. Teatre de Ponent (Granollers) |
|           | Shakespeare vs. Sagarra         |                   | Esteve Polls   | Teatre. Teatre de Ponent (Granollers) |
|           | Vers per on!                    |                   | Esteve Polls   | Teatre. Teatre de Ponent (Granollers) |
| 2000-2009 | El cor de la ciutat             | Marta Vendrell    |                | Sèrie de televisió (TV3)              |
| 2002-2003 | Tempesta de neu                 |                   | Manuel Dueso   | Teatre. Sala Muntaner (Barcelona)     |
| 2004      | Ja en tinc 30!                  |                   | Àngel Llàcer   | Teatre. Teatre Condal (Barcelona)     |
| 2005      | Hospital Central                | Ana               |                | Sèrie de televisió (Tele5)            |
| 2005      | Música secreta                  |                   |                | Telefilm (TVG i TVC)                  |
| 2005      | Més que germans                 | Marta             |                | Telefilm (TVG, TVC i Canal Sur)       |
| 2005-2006 | Jugando con Molière             |                   | Esteve Polls   | Teatre. Teatre de Ponent (Granollers) |
| 2006      | Amistades peligrosas            | Amanda            |                | Sèrie de televisió (Cuatro)           |
| 2006-2007 | M.I.R.                          | Paz               |                | Sèrie de televisió (Tele5)            |
| 2007-2008 | Gominolas                       | Noelia            |                | Sèrie de televisió (Cuatro)           |
| 2008      | Belvilacqua                     | Virginia          |                | Telefilm (TVE)                        |
| 2008      | Los misterios de Laura          | Carmen            |                | Sèrie de televisió (TVE)              |
| 2008      | El internado                    | Nora              |                | Sèrie de televisió (Antena 3)         |
| 2009      | Un asunto conyugal              | Virginia Chamorro | Antonio Onetti | Pel·lícula                            |
| 2011      | 14 de abril. La República       | Mercedes León     |                | Sèrie de televisió                    |
| 2013      | Mario Conde: los días de gloria | Lourdes Arroyo    |                | Sèrie de televisió                    |
| 2014      | Perdona si te llamo amor        | Miriam            | Joaquín Llamas | Pel·lícula                            |
| 2016      | Amar es para siempre            | Marta Novoa       |                | Sèrie de televisió (Antena 3)         |
| 2020      | Jo també em quedo a casa        | Sara              | Sergi Cervera  | Sèrie de televisió (TV3)              |